# Sokna Station
Sokna Station (Sokna stasjon) er en tidligere jernbanestation på Bergensbanen, der ligger i byområdet Sokna i Ringerike kommune i Norge.
Stationen åbnede 1. december 1909. Betjeningen med persontog ophørte 23. maj 1982, men stationen var fortsat bemandet for ekspedition af tog og gods. Den blev fjernstyret 27. september 1986 og gjort ubemandet 1. januar 1988. I dag fungerer den tidligere station som fjernstyret krydsningsspor.
Stationsbygningen blev opført i jugendstil i 1909 efter tegninger af arkitekten Paul Armin Due og er foreslået bevaret. Stationsområdet omfatter desuden et pakhus, ilgodshus og das. Det var oprindeligt meningen, at stationen skulle have heddet Lunder, men det navn var reelt allerede optaget af Lunner Station på Gjøvikbanen. I stedet blev stationen opkaldt efter elven Sogna, der løber lige ved. Efterfølgende fik byområdet så navn efter stationen.